# Argulus chilensis
Argulus chilensis is een visluizensoort uit de familie van de Argulidae. De wetenschappelijke naam van de soort is voor het eerst geldig gepubliceerd in 1952 door Martinez.